# リンヘラプトル
リンヘラプトル（Linheraptor）は白亜紀後期に現在の中国に生息していたドロマエオサウルス科の獣脚類恐竜の属の一つである。2010年に徐星らによって命名され、現在のところLinheraptor exquisitus のみがこの属に含まれている。全長2 m弱の鳥に似た恐竜で、唯一にしてほぼ完全な骨格が内モンゴル自治区で発見されている。

## 特徴

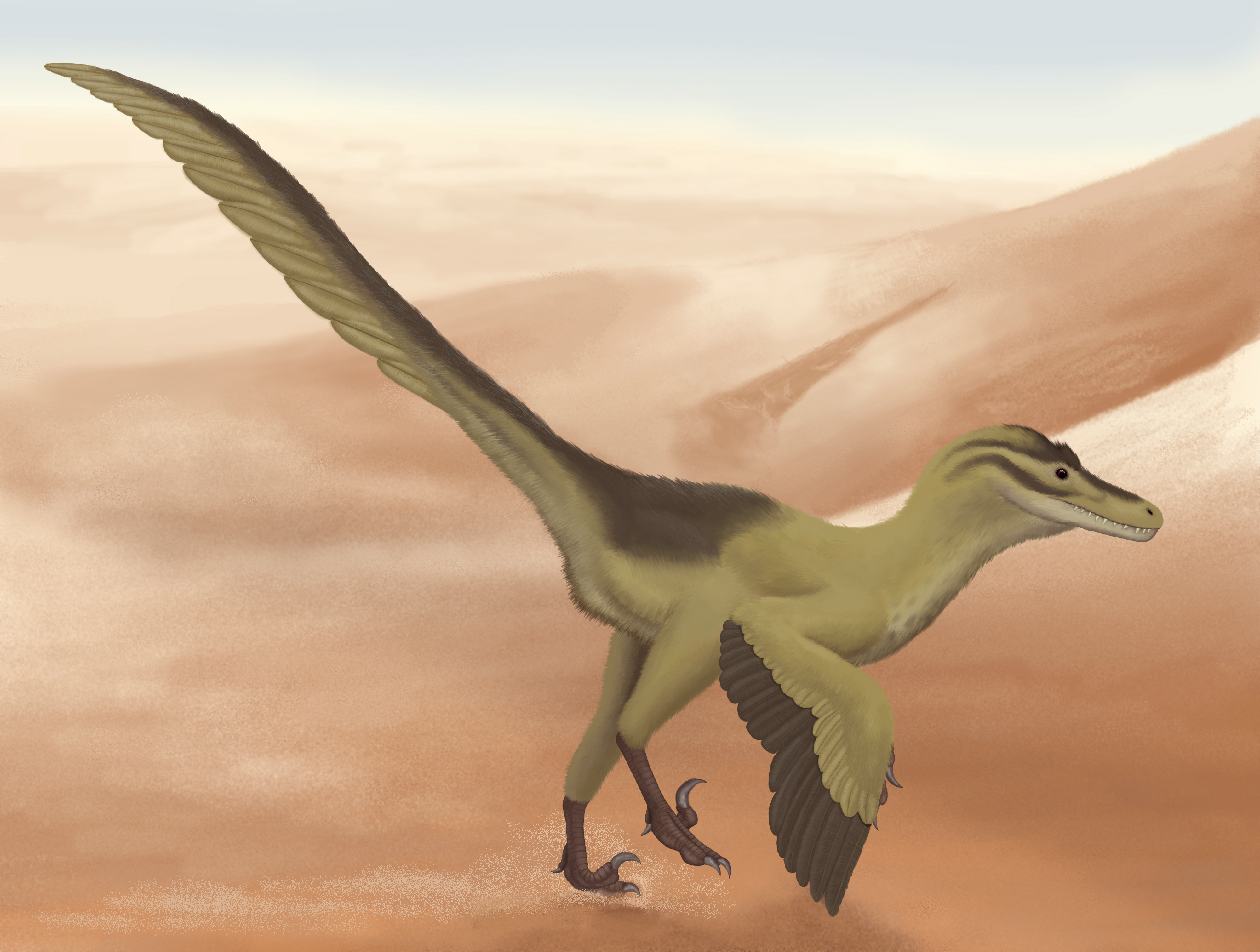
復元図

リンヘラプトルは鳥に似た獣脚類恐竜である。ドロマエオサウルス科に属し、全長は約1.8 m、体重は約25 kgである。リンヘラプトルはこの大きさで、素早く機敏な捕食者であり、おそらく小型の角竜を捕食していたと考えられる。他のドロマエオサウルス科の種と同様に、頭骨が細長く、首がカーブし、両足の趾には細長い鉤爪があり、尾が長かった。そのため二足歩行の肉食動物であったと考えられる。大きな足の鉤爪は獲物を捕らえるために使われたと考えられる。

## 発見と命名
2008年、Jonah N. Choiniere とMichael Pittmanが内モンゴル自治区でこの属のほぼ完全な骨格が発見したことの報告と、今後より詳細な報告が今後なされることが研究者により告知された。この標本はウランスハイ層の一部であるバインマンダフ層の岩石から発掘された。ウランスハイ層はモンゴルのカンパニアンの地層であるジャドフタ層と非常によく似ており、この地層からは近縁なドロマエオサウルス科の種であるツァーガンやヴェロキラプトルが産出している。リンヘラプトルのホロタイプは関節していて、潰れてもおらず、ドロマエオサウルス科のものとしては世界屈指の完全な骨格である。属名は標本の発見地である中国、内モンゴル自治区の臨河（Linhe）区に由来するものであり、種小名exquisitus はホロタイプ(IVPP V 16923)の保存状態の良さに言及したものである。

## 分類

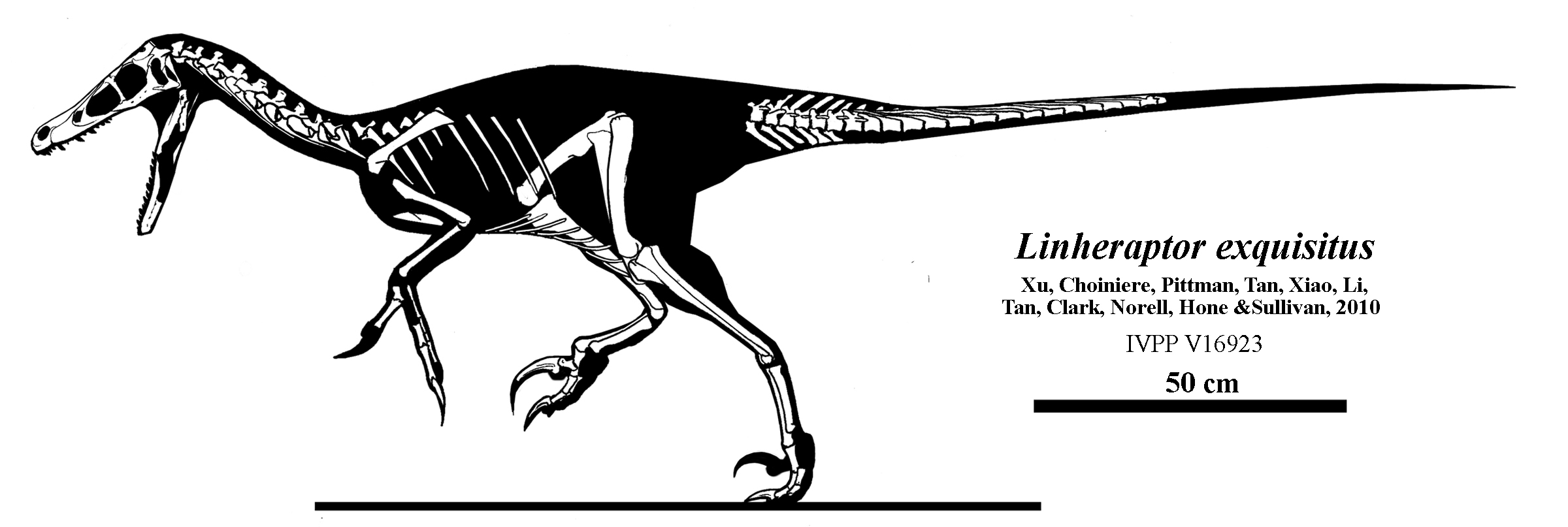
発見されている部分の復元骨格

リンヘラプトルは姉妹群の中でもツァーガン・マンガス（Tsaagan mangas）に最も近縁であると考えられている。リンヘラプトルとツァーガンはドロマエオサウルス科の基部と派生部の中間に位置づけられる。2属には大型の上顎骨窓（上顎骨の開口部）などヴェロキラプトルなど派生的なドロマエオサウルス科の属にはないいくつかの頭部の詳細な特徴を共有している Senter (2011)や Turner, Makovicky and Norell (2012)ではLinheraptor exquisitusはTsaagan mangasのシノニムであると主張している。

## 関連
- Timeline of dromaeosaurid research

## 参照
1. 1 2 3 4 5 6  Xu Xing, Choinere, J., Pittman, M., Tan, Q., Xiao, D., Li, Z., Tan, L., Clark, J., Norell, M., Hone, D.W.E. and Sullivan, C. (19 March 2010). “A new dromaeosaurid (Dinosauria: Theropoda) from the Upper Cretaceous Wulansuhai Formation of Inner Mongolia, China”. Zootaxa (2403):  1–9 2010年3月19日閲覧。.
2. ↑  Richard Alleyne (2010年3月19日). “'Beautiful' fossil of Jurassic Park dinosaur found”. The Daily Telegraph 2010年3月21日閲覧。
3. 1 2  “Linheraptor Exquisitus - New Raptor Species Discovered in Mongolia”.   Science Blogging. 2012年9月13日時点のオリジナルよりアーカイブ。2010年3月21日閲覧。
4. ↑  Ker Than (2010年3月19日). “New Dinosaur: "Exquisite" Raptor Found”. National Geographic 2010年3月21日閲覧。
5. ↑  Senter, Phil (2011). “Using creation science to demonstrate evolution 2: morphological continuity within Dinosauria (supporting information)”. Journal of Evolutionary Biology 24 (10):  2197–2216. doi:10.1111/j.1420-9101.2011.02349.x. PMID 21726330.
6. ↑  Alan H. Turner, Peter J. Makovicky and Mark Norell (2012). “A review of dromaeosaurid systematics and paravian phylogeny”. Bulletin of the American Museum of Natural History 371:  1–206. doi:10.1206/748.1.